# Triplex
Triplex S.p.A. è stata un'azienda italiana con sede a Solaro, in provincia di Milano, produttrice di elettrodomestici. Fondata a Milano nel 1920, passò sotto il controllo di altre aziende, quali la Zoppas di Conegliano nel 1969, di cui seguì le sorti venendo incorporata nel 1973 nella Zanussi di Pordenone. Dal 1984 è un marchio di proprietà della multinazionale svedese Electrolux.

## Storia
La fondazione del marchio Triplex risale al 1884, quando a Milano su iniziativa del commerciante tedesco Karl Glockner, fu costituita la società Carlo Glockner, con sede in via Solferino 39, che commercializzava in Italia con il predetto marchio fornelli e cucine a gas prodotte dalla Junker & Ruh di Karlsruhe.
Nel 1920, la ditta fu trasformata in società in accomandita semplice ed assunse la ragione sociale Società Italiana Triplex, che oltre a fornelli e cucine, commercializzò altri tipi di prodotti come stufe, ferri da stiro, macchine da cucire, macchine da scrivere, macchine da maglieria (prodotte dalla Adler) e scaldabagni. Triplex avviò le proprie attività industriali nel 1937 con l'inaugurazione dello stabilimento in via di Breme, al Portello. Poco dopo ne fu aperto un altro a Torino in via Massedaglia nel quartiere periferico di Madonna di Campagna. La produzione delle cucine, oltre a quelle per uso domestico, riguardò anche quelle per uso professionale destinate alle comunità, ai ristoranti, alle navi e agli alberghi.
Nel secondo dopoguerra, l'azienda divenne Triplex S.p.A., e si specializzò nella produzione di frigoriferi e lavatrici. Di proprietà della Blanka Gas, quest'ultima nel 1964 fu rilevata dalla società finanziaria La Centrale, che decise la chiusura dello stabilimento di Portello per spostare sede e produzione in quello di Solaro. Lo stabilimento impiegava 1.200 operai, che producevano lavatrici, essiccatori, cucine normali, cucine industriali, scaldabagni, stufe a gas, stufe a kerosene e, dal 1965, anche lavastoviglie. Nel 1967-68, fu mandata in onda la serie di spot del Carosello che reclamizzava la cucina Triplex, dal titolo Non c'è due senza tre, diretta da Gianni Vernuccio e che aveva come interpreti nella prima serie gli attori Peppino De Filippo e Gianni Agus, e nella seconda Gigi Reder.
Triplex, in difficoltà finanziarie e caratterizzata da un'ingente mole debitoria, nel 1969 fu rilevata dalla Zoppas di Conegliano. Il passaggio sotto il controllo dell'azienda veneta determinò l'abbandono della produzione di cucine stufe e scaldabagni, e non sortì alcun cambiamento significativo, poiché essa stessa andò in crisi e nel 1970 fu rilevata dalla Zanussi di Pordenone. Tre anni più tardi, nel 1973, Triplex e Zoppas furono incorporate dal Gruppo friulano, che attuò anche una importante ristrutturazione dello stabilimento di Solaro, che fu destinato alla produzione delle sole lavastoviglie.

## Informazioni e dati
Triplex S.p.a., con sede e stabilimento a Solaro, in provincia di Milano, produceva elettrodomestici per uso domestico e professionale.
Nel 1970, l'azienda realizzò un fatturato di 24,6 miliardi di lire ed una perdita d'esercizio di 11,3 miliardi, ed impiegava 1.572 dipendenti.
Dal 1984, in conseguenza del passaggio di Zanussi sotto il controllo di Electrolux, Triplex è un marchio di proprietà della multinazionale svedese.